# VCR (chanson)
Pour les articles homonymes, voir VCR.
Singles de The xx
Islands
(2009) Islands (réédition)
(2010)
VCR est le quatrième single du groupe de pop indé vainqueur du Mercury Music Prize The xx issu de l'album xx sorti en 2009. Le single a d'abord été publié au Royaume-Uni le 24 janvier 2010 en téléchargement numérique et en CD, le 2 janvier 2010 en vinyle puis de nouveau en téléchargement numérique le 25 octobre 2010. La chanson a également été intégré à l'épisode "La quête de la vérité" (Black Friday en anglais) de la série télévisée Lie to Me.

## Liste des titres
Single iTunes (Royaume-Uni) 
1. "VCR" – 2:59
2. "Insects" – 2:28

Vinyle (Royaume-Uni)
1. "VCR" – 2:59
2. "Insects" – 2:28

Single iTunes (remix de Four Tet) (Royaume-Uni)
1. "VCR" (Four Tet Remix) – 8:40

## Classement
"VCR" est entré dans le UK Indie Chart le 31 octobre 2010 à la 15e place, ainsi que dans le UK Singles Chart, au 132e rang, le deuxième plus gros succès du groupe après Islands, couronné de succès, qui a culminé à la 34e place en septembre 2010.
| Classement (2010)              | Meilleure position |
| ------------------------------ | ------------------ |
| Royaume-Uni (UK Indie Chart)   | 15                 |
| Royaume-Uni (UK Singles Chart) | 132                |

## Historique des sorties
| Pays        | Date            | Format                 |
| ----------- | --------------- | ---------------------- |
| Royaume-Uni | 24 janvier 2010 | Téléchargement digital |
| Royaume-Uni | 25 janvier 2010 | Vinyle                 |
| Royaume-Uni | 25 octobre 2010 | Téléchargement digital |

## Reprises
VCR a été repris par Orchestral Manoeuvres in the Dark. Leur version a été publiée sur SoundCloud le 18 novembre 2010 et publié en tant que face B de "History of Modern (Partie I)" le 28 février 2011.
The Antlers ont incorporé une reprise de la chanson sur leur EP de 2011.